# Michael Andréasson
Michael "Micce" Andréasson, född 15 mars 1959 i Karlskrona, Sverige, är en svensk professionell målvaktstränare inom ishockey.
Han arbetar även som privatpilot, åt en av världens rikaste personer, utöver att vara målvaktstränare.

## Klubbar
- Arlanda Wings (2004/2005)
- AIK (2005/2006–2006/2007)
- Malmö Redhawks (2006/2007)
- Almtuna IS (2007/2008–2010/2011)
- Frölunda J18 (2011/2012)
- Frölunda J20 (2011/2012)
- Frölunda HC (2011/2012)
- Almtuna IS (2011/2012)
- Örebro HK (2012/2013-2013/2014)
- Almtuna IS (2013/2014-2014/2015)
- HC Lugano (2014/2015)
- HC Lugano U20 (2014/2015)